# Liste der Monuments historiques in Sauveterre-de-Guyenne
Die Liste der Monuments historiques in Sauveterre-de-Guyenne führt die Monuments historiques in der französischen Gemeinde Sauveterre-de-Guyenne auf.

## Liste der Bauwerke
| Bezeichnung          | Beschreibung | Standort                        | Kennzeichnung | Schutzstatus | Datum | Bild           |
| -------------------- | ------------ | ------------------------------- | ------------- | ------------ | ----- | -------------- |
| Kirche St-Christophe |              | Le Puch (Lage)                  | PA00083686    | Classé       | 1909  | weitere Bilder |
| Kirche St-Léger      |              | Saint-Léger-de-Vignague (Lage)  | PA00083835    | Inscrit      | 1925  | weitere Bilder |
| Kirche Notre-Dame    |              | Sauveterre-de-Guyenne (Lage)    | PA00083834    | Classé       | 1920  | weitere Bilder |
| Kirche St-Romain     |              | Saint-Romain-de-Vignague (Lage) | PA00083836    | Inscrit      | 2002  | weitere Bilder |
| Vier Stadttore       |              | Sauveterre-de-Guyenne (Lage)    | PA00083837    | Classé       | 1892  | weitere Bilder |

## Liste der Objekte
| Bezeichnung      | Beschreibung            | Standort                                      | Kennzeichnung | Schutzstatus | Datum | Bild |
| ---------------- | ----------------------- | --------------------------------------------- | ------------- | ------------ | ----- | ---- |
| Weihwasserbecken | Stein, 16. Jahrhundert  | in der Kirche St-Christophe in Le Puch (Lage) | PM33001942    | Inscrit      | 2002  |      |
| Zwei Stempel     | Bronze, 14. Jahrhundert | im Hôtel de Ville                             | PM33000792    | Classé       | 1921  |      |